# トニー・ザ・タイガー
トニー・ザ・タイガー（Tony the Tiger）は、多国籍食品メーカーのケロッグが主力商品のコーンフロスティ（英：Frosted Flakes）に起用しているマスコットキャラクター。

## 解説
アメリカ合衆国（米国）のミシガン州に本社を置くケロッグ社が1952年にシリアル食品"Frosted Flakes"のマスコットとして使用を開始した。初期のキャラクターデザインを担当したのはレオ・バーネット・エージェンシー所属デザイナーのユージーン・コルキー（Eugene Kolkey, 1927年 - 1975年）で「赤いスカーフを首に巻いたトラ」というコンセプトはこの時点で確立されている。コルキーがデザインしたトラはバーネット社でケロッグの広告宣伝業務を担当していたレイモンド・アンソニー・ウェルズ（Raymond Anthony "Tony" Wells, 1928年 - 2002年）にちなんで"Tony"と命名された。
商品の企画段階ではトニーの他にカンガルーのケイティ（Katy）、ゾウのエルモ（Elmo）、ヌーのニュート（Newt）が候補に挙げられていたが、バーネット社内の最終審査ではトニーとケイティが「どちらも甲乙付け難い」として2種類のパッケージで発売されたものの、トニーの方に人気が集中したのでほどなく一本化が図られる。1963年、"Frosted Flakes"は日本市場において「コーンフロスト」の商品名で発売され（1997年に「コーンフロスティ」へ改称）、この当時に米国と同じデザインでパッケージに描かれていたトニーはローカルで「とらチャン」と呼ばれていた（スカーフに黄色の文字で「とらチャン」と書かれている）。
米国では1970年代に入って大幅なキャラクターデザインの変更が行われ、1984年から今日よく知られるカートゥーン的なデザインのトニーが登場した。日本では2年後の1986年から新デザインへ変更され、同時にキャラクター名をそれまでの「とらチャン」から「トニー」へ統一している。この時期からケロッグ社が全米で学生のスポーツ活動に焦点を当てたプロモーションを強化した関係でパッケージやテレビCMにおいてトニーが様々なスポーツを行う描写が採り入れられるようになり、そのイメージは日本のテレビCMでも踏襲されている。

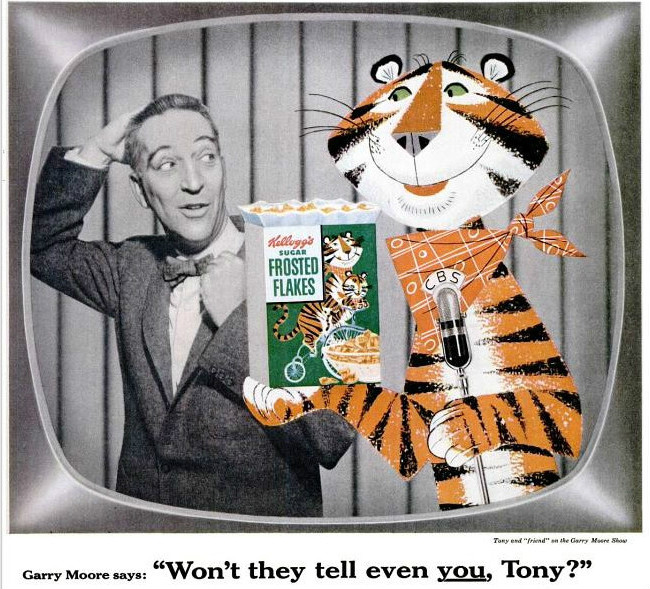
1955年に米国で放送された"Garry Moore Show"のスチル。左側の人物は番組司会のギャリー・ムーア

コルキーのオリジナルデザインを基にしたクラシック版のトニーは2010年代以降もビンテージ版パッケージ、コラボレーション雑貨などで起用されている。

### 担当声優
米国のCMにおいては、当初ダラス・マッケノンが声を担当していたが、のちにサール・レイブンズクロフトと交代した。レイブンズクロフトは2005年に死去するまで、50年にわたりトニーの声をあてていた。
レイブンズクロフトの没後、米国およびカナダ向けのCMではプロレスの実況アナウンサーを務めていたリー・マーシャルが声をあてていた。マーシャルは2014年4月27日に死去し、テックス・ブラッシャーが後任となっている。
イギリス向けのCMでは、レイブンズクロフトの没後にミュージシャンのトム・ヒルが役を引き継いだ。
日本版のCMにおいては1986年から2001年までの15年にわたって内海賢二がトニーの声を担当しており、決め台詞の「グゥーレイト！」（英："They're G-r-r-reat!"）も米国と共通のものであった。1995年1月14日に優希比呂（当時の「結城比呂」名義）が事務所先であった賢プロダクションへの発注が起き、同年2月9日までCMを自粛した。その後は声優としての不在はなく、35年が経った2021年時点では、プロダクション・エース所属の鏡優雅がキャスティングされている。

## 大衆文化における受容
コーンフロスティやチョコクリスピー他の姉妹商品では長年にわたり紙箱におまけの食玩が封入されており、日本では特に1980年代後半から1990年代に封入されたおまけで柄の部分にトニー他のケロッグキャラクターをデザインした「色が変わるマジックスプーン」が人気であった。

### M-1グランプリ2019
M-1グランプリ2019で優勝したお笑いコンビのミルクボーイが「コーンフレークは生産者さんの顔が浮かばへん」「浮かんでくるのは腕組んでるトラの顔だけ」「赤いスカーフしてるトラの顔だけ」とトニーをネタにしたところ日本ケロッグのTwitterアカウントがいち早く反応し、翌日に「優勝祝い」としてコーンフロスティ1年分の贈呈を発表した。ミルクボーイはこの縁により、翌年1月から日本ケロッグの「公式応援サポーター」へ任命されている。

## 家族
- 妻：ミセス・トニー（Mrs. Tony）
- 男子：トニー・ジュニア（Tony Jr.）[1]
- 女子：アントワネット（Antoinette）[1]

トニー・ジュニアは1952年の発売当初からパッケージに描かれていた。また、日本では公式に紹介されていないが1970年代に米国で放送されたアニメーションCMではトニーの母のママ・トニー（Mama Tony）も登場したことがあり、その作中でトニーの一家はイタリア系の家庭として描写されている。